# Dave Stewart
David Lloyd „Dave“ Stewart (* 30. Dezember 1950 in London) ist ein britischer Keyboarder, Arrangeur und Produzent.

## Leben

### Die frühen Jahre
Stewart spielte in den späten 1960er und frühen 1970er Jahren mit Steve Hillage in der Band Uriel, dann bei den Avantgarde-Rockern von Egg, Arzachel und Khan. Ab 1973 prägten sein Keyboard und seine Arrangements den Klang der britischen Jazzrock-Formation Hatfield and the North. Zur Band gehörten neben Stewart auch Bassist und Sänger Richard Sinclair, Gitarrist Phil Miller und Schlagzeuger Pip Pyle, außerdem die Background-Sängerinnen The Northettes, bestehend aus Barbara Gaskin, Amanda Parsons und Ann Rosenthal. Hatfield and the North – benannt nach den Straßenschildern im Norden Londons, die „nach Hatfield und in den Norden“ wiesen – veröffentlichten 1974 ihre erste, gleichnamige LP und im gleichen Jahr die Single Let’s Eat (Real Soon) / Fitter Stoke Has a Bath.
Gleichzeitig arbeitete Stewart für Steve Hillages Soloalbum Fish Rising und veröffentlichte eine weitere LP mit Egg. Etwa zeitgleich gelang es ihm, mit Hatfield and the North eine weitere LP aufzunehmen. The Rotters’ Club kam 1975 – wie die erste LP auf Virgin Records – heraus und festigte den Ruf der Band als Jazzrock-Formation. Doch obwohl die LP in die unteren Regionen der britischen Charts vordrang, beschlossen die Bandmitglieder wenige Monate später, die Gruppe aufzulösen. Stewart, Miller, Parsons gründeten mit Bassist Neil Murray und Drummer Bill Bruford die Band National Health, zu der auch Pyle bald wieder stieß. Dave Stewart arbeitete auch wieder als Studiomusiker. Unter anderem spielte er bei King Crimson und auf den Soloalben des Yes-Drummers Bill Bruford.

### Vom Studiomusiker zum Popstar
1981, als einmaliger Versuch geplant, nahm Stewart eine Version von Jimmy Ruffins Hit What Becomes of the Broken Hearted auf. Die Stimme auf den Instrumentaltrack lieferte der ehemalige Sänger der Zombies Colin Blunstone (gebürtig aus Hatfield) nach. Stiff Records veröffentlichte die Single auf dem Broken Label – und platzierte sie in den Top 20 (höchste Notierung: Platz 13). Ein Nachfolger musste her – und Stewart arbeitete erneut nach dem erfolgreichen Rezept: Er nahm eine Instrumentalversion von Lesley Gores Hit aus dem Jahre 1963, It’s My Party, auf, und bat seine ehemalige Chorsängerin Barbara Gaskin, den Vokalpart darauf zu singen. Diesmal wirkte es noch besser: am 17. Oktober 1981 kletterte die Single auf Platz eins der britischen Charts und verweilte dort vier Wochen lang, ehe Police mit Every Little Thing She Does Is Magic sie verdrängte.

### Nach den Hits
It’s My Party war allerdings der bisherige Höhepunkt der Popkarriere Dave Stewarts. Zwei weitere Singles, wieder mit der Stimme von Barbara Gaskin (1983: Busy Doing Nothing und 1986: The Locomotion), konnten sich nur in den unteren Regionen der Charts platzieren. Neben seinen Aufnahmen mit Barbara Gaskin schrieb Stewart Musik fürs Fernsehen und gründete eine Nachfolgeband für die Hatfields namens Rapid Eye Movements.
Hatfield and the North kamen 1989/1990 zu einigen Konzerten wieder zusammen, allerdings ohne Dave Stewart (er wurde ersetzt durch Sophia Domanich). Die Gigs wurden auf Tonträger festgehalten und 1993 auf dem Album Live – 1990 herausgebracht. 2006 traten Hatfield and the North auf dem Burg-Herzberg-Festival auf.

## Diskografie

### Egg
Alben
- 1970: Egg
- 1971: The Polite Force
- 1974: The Civil Surface

### Hatfield and the North

#### Alben
| Jahr | Titel             | Höchstplatzierung, Gesamtwochen, AuszeichnungChartplatzierungen (Jahr, Titel, Platzierungen, Wochen, Auszeichnungen, Anmerkungen) | Höchstplatzierung, Gesamtwochen, AuszeichnungChartplatzierungen (Jahr, Titel, Platzierungen, Wochen, Auszeichnungen, Anmerkungen) | Höchstplatzierung, Gesamtwochen, AuszeichnungChartplatzierungen (Jahr, Titel, Platzierungen, Wochen, Auszeichnungen, Anmerkungen) | Höchstplatzierung, Gesamtwochen, AuszeichnungChartplatzierungen (Jahr, Titel, Platzierungen, Wochen, Auszeichnungen, Anmerkungen) | Höchstplatzierung, Gesamtwochen, AuszeichnungChartplatzierungen (Jahr, Titel, Platzierungen, Wochen, Auszeichnungen, Anmerkungen) | Anmerkungen |
| Jahr | Titel             | DE | AT | CH | UK | US | Anmerkungen |
| ---- | ----------------- | --- | --- | --- | --- | --- | ----------- |
| 1975 | The Rotters’ Club | — | — | — | UK43 (1 Wo.)UK | — |             |

grau schraffiert: keine Chartdaten aus diesem Jahr verfügbar
Weitere Alben
- 1974: Hatfield and the North
- 1980: Afters (Kompilation, von Dave Stewart zusammengestellt)

### National Health
Alben
- 1977: National Health
- 1978: Of Queues & Cures

### Mit Colin Blunstone
Singles

| Jahr | Titel                             | Höchstplatzierung, Gesamtwochen, AuszeichnungChartplatzierungen (Jahr, Titel, , Platzierungen, Wochen, Auszeichnungen, Anmerkungen) | Höchstplatzierung, Gesamtwochen, AuszeichnungChartplatzierungen (Jahr, Titel, , Platzierungen, Wochen, Auszeichnungen, Anmerkungen) | Höchstplatzierung, Gesamtwochen, AuszeichnungChartplatzierungen (Jahr, Titel, , Platzierungen, Wochen, Auszeichnungen, Anmerkungen) | Höchstplatzierung, Gesamtwochen, AuszeichnungChartplatzierungen (Jahr, Titel, , Platzierungen, Wochen, Auszeichnungen, Anmerkungen) | Höchstplatzierung, Gesamtwochen, AuszeichnungChartplatzierungen (Jahr, Titel, , Platzierungen, Wochen, Auszeichnungen, Anmerkungen) | Anmerkungen |
| Jahr | Titel                             | DE | AT | CH | UK | US | Anmerkungen |
| ---- | --------------------------------- | --- | --- | --- | --- | --- | ----------- |
| 1981 | What Becomes of the Brokenhearted | — | — | — | UK13 (10 Wo.)UK | — |             |

### Dave Stewart & Barbara Gaskin

#### Alben
- 1987: The Singles
- 1990: The Big Idea
- 1991: Spin
- 2009: Green and Blue
- 2009: The TLG Collection
- 2018: Star Clocks

#### Kompilationen
- 1986: Up from the Dark
- 1988: As Far as Dreams Can Go
- 1990: The Singles Broken Records
- 1993: Selected Tracks

#### Singles
| Jahr | Titel              | Höchstplatzierung, Gesamtwochen, AuszeichnungChartplatzierungen (Jahr, Titel, , Platzierungen, Wochen, Auszeichnungen, Anmerkungen) | Höchstplatzierung, Gesamtwochen, AuszeichnungChartplatzierungen (Jahr, Titel, , Platzierungen, Wochen, Auszeichnungen, Anmerkungen) | Höchstplatzierung, Gesamtwochen, AuszeichnungChartplatzierungen (Jahr, Titel, , Platzierungen, Wochen, Auszeichnungen, Anmerkungen) | Höchstplatzierung, Gesamtwochen, AuszeichnungChartplatzierungen (Jahr, Titel, , Platzierungen, Wochen, Auszeichnungen, Anmerkungen) | Höchstplatzierung, Gesamtwochen, AuszeichnungChartplatzierungen (Jahr, Titel, , Platzierungen, Wochen, Auszeichnungen, Anmerkungen) | Anmerkungen |
| Jahr | Titel              | DE | AT | CH | UK | US | Anmerkungen |
| ---- | ------------------ | --- | --- | --- | --- | --- | ----------- |
| 1981 | It’s My Party      | DE3 (23 Wo.)DE | AT3 (14 Wo.)AT | CH6 (8 Wo.)CH | UK1 Gold · (13 Wo.)UK | US72 (8 Wo.)US |             |
| 1983 | Busy Doing Nothing | — | — | — | UK49 (5 Wo.)UK | — |             |
| 1986 | The Locomotion     | — | — | — | UK70 (4 Wo.)UK | — |             |

Weitere Singles
- 1981: Johnny Rocco
- 1983: Siamese Cat Song
- 1983: Leipzig
- 1984: I’m in a Different World
- 1986: Up from the Dark (Excerpts)
- 1988: As Far as Dreams Can Go
- 1992: Walking the Dog
- 2009: Hour Moon (5 Bonus-Tracks zum Album Green and Blue)